# Jezioro Kłosowskie
Jezioro Kłosowskie – jezioro rynnowe zlokalizowane w Kotlinie Gorzowskiej, w gminie Sieraków, na południowym skraju Puszczy Noteckiej w obrębie wsi Marianowo.
W pobliżu jeziora leżą przysiółki Chorzewo i Kobylarnia należące do sołectwa Chorzępowo.

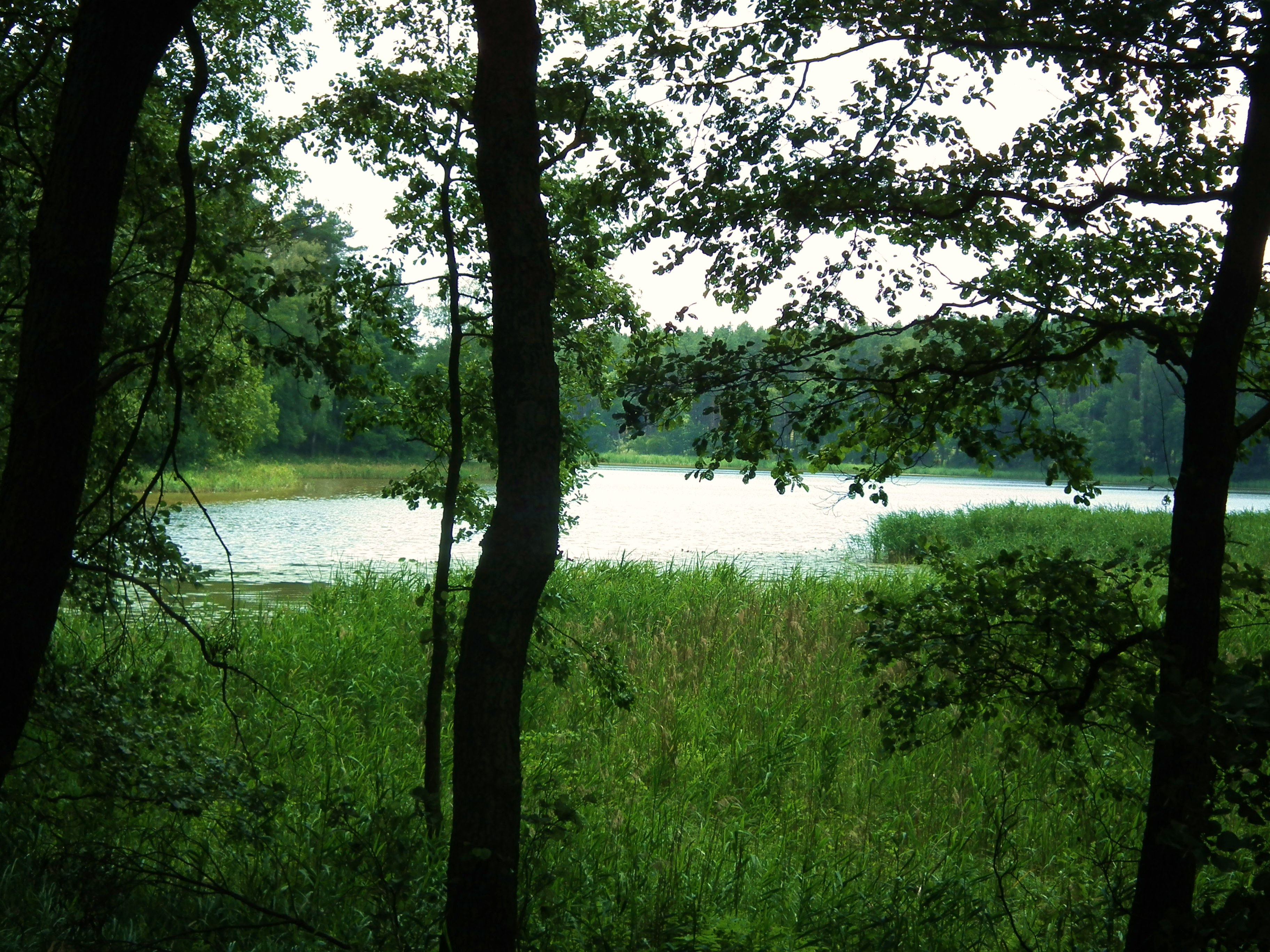
Widok od północy

Na wyspach jeziora zlokalizowany jest rezerwat przyrody Czaple Wyspy, chroniący rzadkie gatunki ptaków, np. kani czarnej czy sokoła wędrownego.

## Dane morfometryczne
Powierzchnia zwierciadła wody według różnych źródeł wynosi od 137,8 ha do 142 ha.
Zwierciadło wody położone jest na wysokości 36 m n.p.m. Średnia głębokość jeziora wynosi 3,9 m, natomiast głębokość maksymalna 14,3 m.
W oparciu o badania przeprowadzone w 1982 roku wody jeziora zaliczono do III klasy czystości. W roku 2006 jezioro zaliczono do II klasy czystości i II kategorii podatności na degradację.